# 로저 아론 브라운
로저 에런 브라운(Roger Aaron Brown, 1949년 6월 12일 ~ )은 미국의 배우이다.
워싱턴 D.C.에서 태어났다.

## 출연 작품
- 홀리 고스트 피플 (2013년) - 콜 역
- 더 디스트릭트 (2000년)
- 2번 레인의 기적 (2000년)
- 디엔에이(영어판) (1997년)
- 톨 테일 (1995년)
- 터미널 포스 (1995년)
- 가면 뒤의 미소 (1992년)
- 차이나 문 (1991년)
- 인조 인간 애플게이트 (1990년)
- 다운타운 (1990년)
- 로보캅 2 (1990년)
- 액션 잭슨 (1988년)
- 독재자 파라돌 (1988년)
- 에이리언 네이션 (1988년)
- 죽음의 키스 (1987년)
- 코브라 (1986년)
- 정의의 거리 (1985년)
- 결혼 환상곡 (1984년)
- 퍼스트 패밀리(영어판) (1980년)
- 스타 트랙 (1979년)
- 두 얼굴의 사나이 - 데스 인 더 패밀리 (1977년)

### 텔레비전
- 라이프 (2007년)
- 세이빙 그레이스 (2007년)
- D.C. 특수수사대 시즌1
- 우리 생애 나날들 (1965년)